# 女王门圣奥古斯丁堂
女王门圣奥古斯丁堂（St Augustine's, Queen's Gate）是英国伦敦一个受二级保护的圣公会教堂，位于英国伦敦布朗普顿女王门。教堂建于1865年，建筑师是威廉·巴特菲尔德。

## 历史
1865年，布朗普顿圣三一堂牧师Chope在告士打道（Gloucester Road）他的花园设立了临时教堂，他的一批有影响力的教友向教区申请在南肯辛顿成立新的堂区，堂名为圣奥古斯丁。 
由于该社区并不缺少教堂，伦敦主教阿奇博尔德·泰特强烈反对该提案，直到1868年他成为坎特伯雷大主教后，购买了一块土地，成立新的堂区。威廉·巴特菲尔德被任命为建筑师，他的计划的估计成本为18,000英镑。由于没有足够的钱，有人提议分两个阶段建造教堂。中殿和走道在1871年完成，先行礼拜，其他部分于1876年竣工。该堂容量为853人。